# James Calkin
James Calkin (* 19. September 1786 in London; † 18. Januar 1862 in London) war ein englischer Organist, Pianist, Geiger und Komponist.

## Leben
Calkin war Schüler von Samuel Thomas Lyon und William Crotch. Sein Violinlehrer war Paulo Spagnoletti. 1808 heiratete er Victoire Tenniel, eine Tante des Illustrators John Tenniel. Von ihren acht Kindern wurden drei ebenfalls als Musiker bekannt: der Organist, Komponist und Musikpädagoge John Baptiste Calkin, der Geiger und Pianist James Joseph Calkin und Joseph Calkin, der unter dem Künstlernamen Joseph Tennelli als Opernsänger auftrat.
Als Organist wirkte Calkin dreißig Jahre lang an der Regent Square Church. Außerdem war er zeitweise am Drury Lane Theatre engagiert und wirkte an den Covent Garden Oratories mit. Bereits 1823 wurde er Mitglied der Philharmonic Society of London, deren Direktor er einige Zeit war. Neben einer Ouvertüre und einer Sinfonie für Orchester sowie mehreren Streichquartetten komponierte er zahlreiche Klavierstücke. Sein Madrigal When Chloris weeps erhielt einen Preis der Western Madrigal Society. Außerdem widmete sich Calkin viele Jahre lang der Lehrtätigkeit.